# Contea di East Arnhem
La contea di East Arnhem è una delle 16 Local Government Areas che si trovano nel Territorio del Nord, in Australia. Essa si estende su di una superficie di 33.302 chilometri quadrati ed ha una popolazione di 9.886 abitanti. La sede del consiglio si trova a Nhulunbuy.